# Frederick Melland
Frederick Melland, född 3 april 1904 i Manchester, död december 1990 i Swansea, var en brittisk ishockeyspelare. Han kom på fjärde plats i Olympiska vinterspelen i Sankt Moritz 1928. 

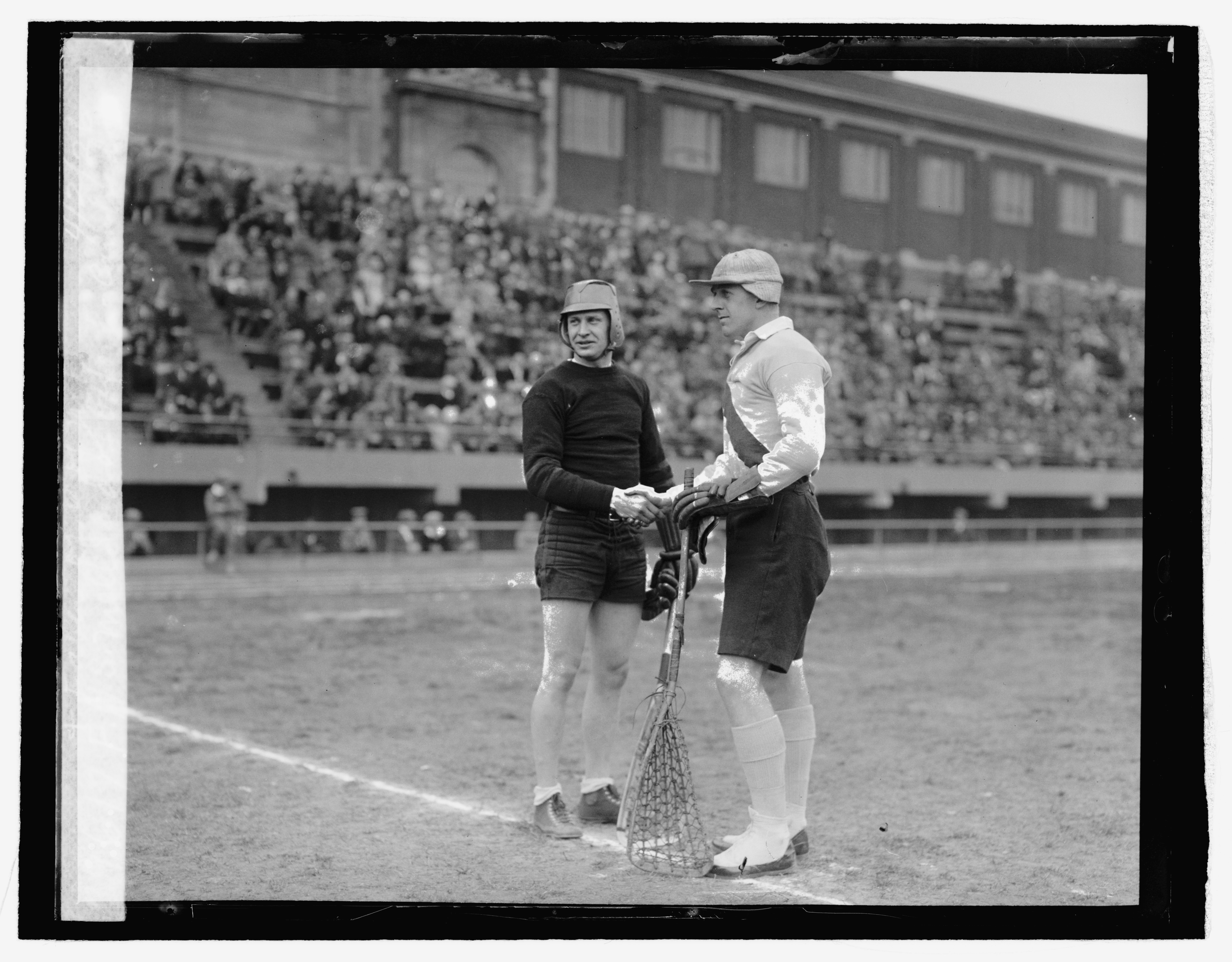